# Kościół Zbawiciela w Berlinie-Winsviertel
Kościół Zbawiciela (niem. Immanuelkirche) – protestancka świątynia w Berlinie, w dzielnicy Prenzlauer Berg, na osiedlu Winsviertel. Należy do Kościoła Ewangelickiego Berlina, Brandenburgii i śląskich Górnych Łużyc.

## Historia
Budowę rozpoczęto w 1892 roku. Powodem powstania świątyni było przepełnienie kościoła św. Bartłomieja (niem. Bartholomäuskirche). Kościół wznoszono według projektu Bernharda Kühna. Otwarcie nastąpiło 21 października 1893. W 1985 budowlę wpisano do rejestru zabytków.

## Architektura
Kościół powstał w stylu neoromańskim. Posiada trzy nawy, nad nawą północną znajduje się empora. W północno-zachodnim narożniku świątyni znajduje się wieża. Druga z wież umiejscowiona jest przy zakrystii, jest ona niewiele wyższa od nawy głównej.

## Galeria

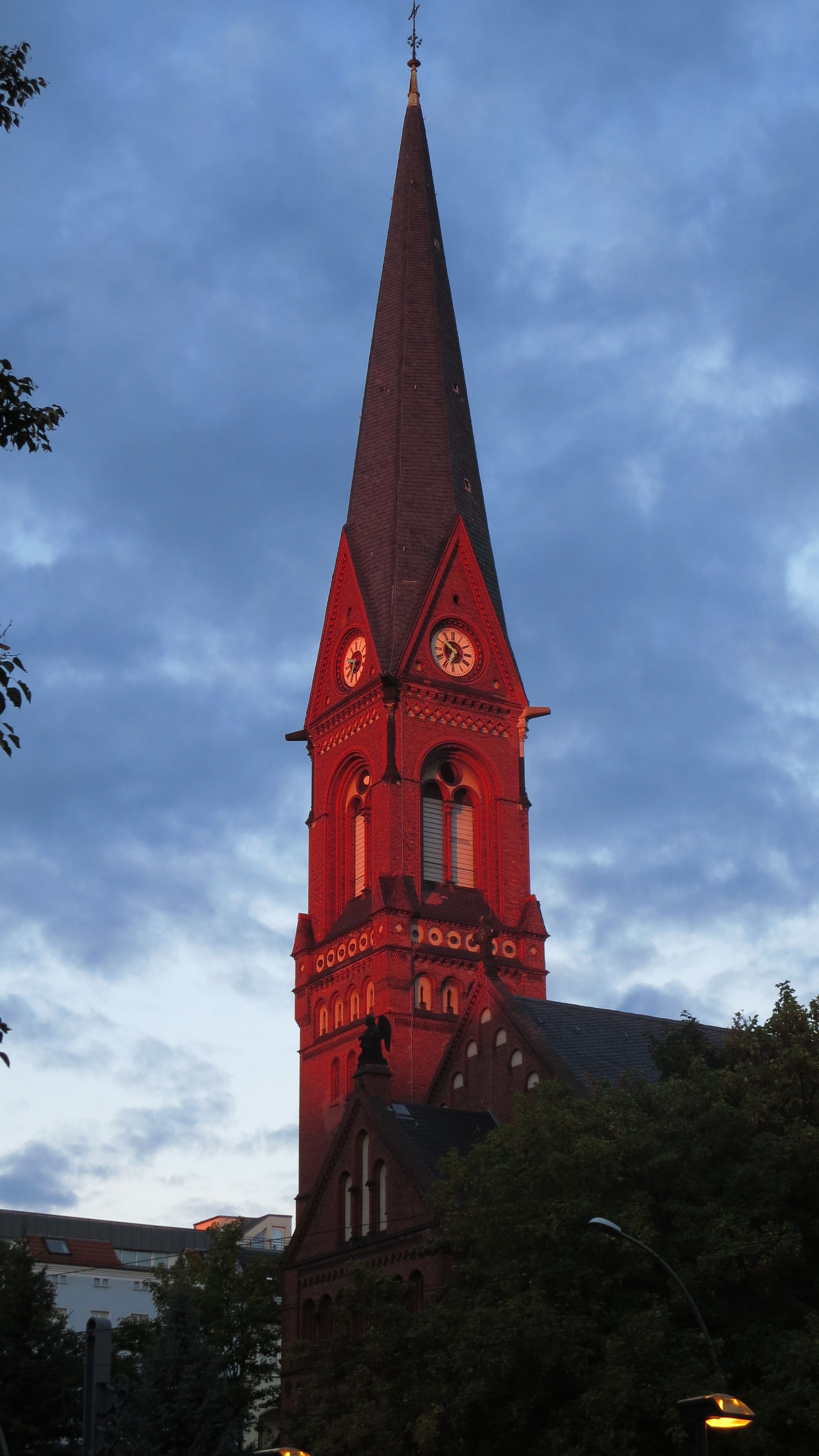
Wieża świątyni
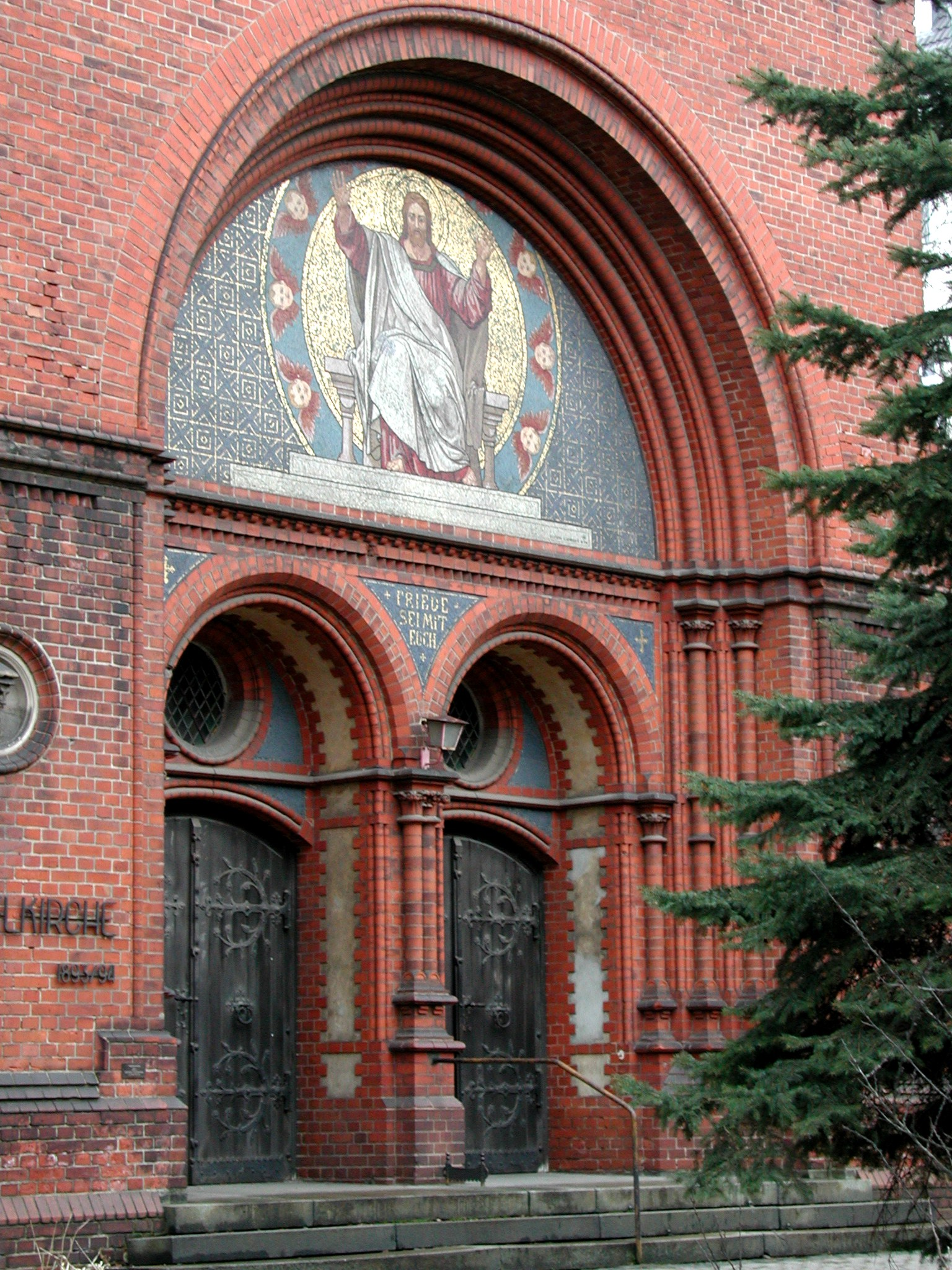
Portal główny
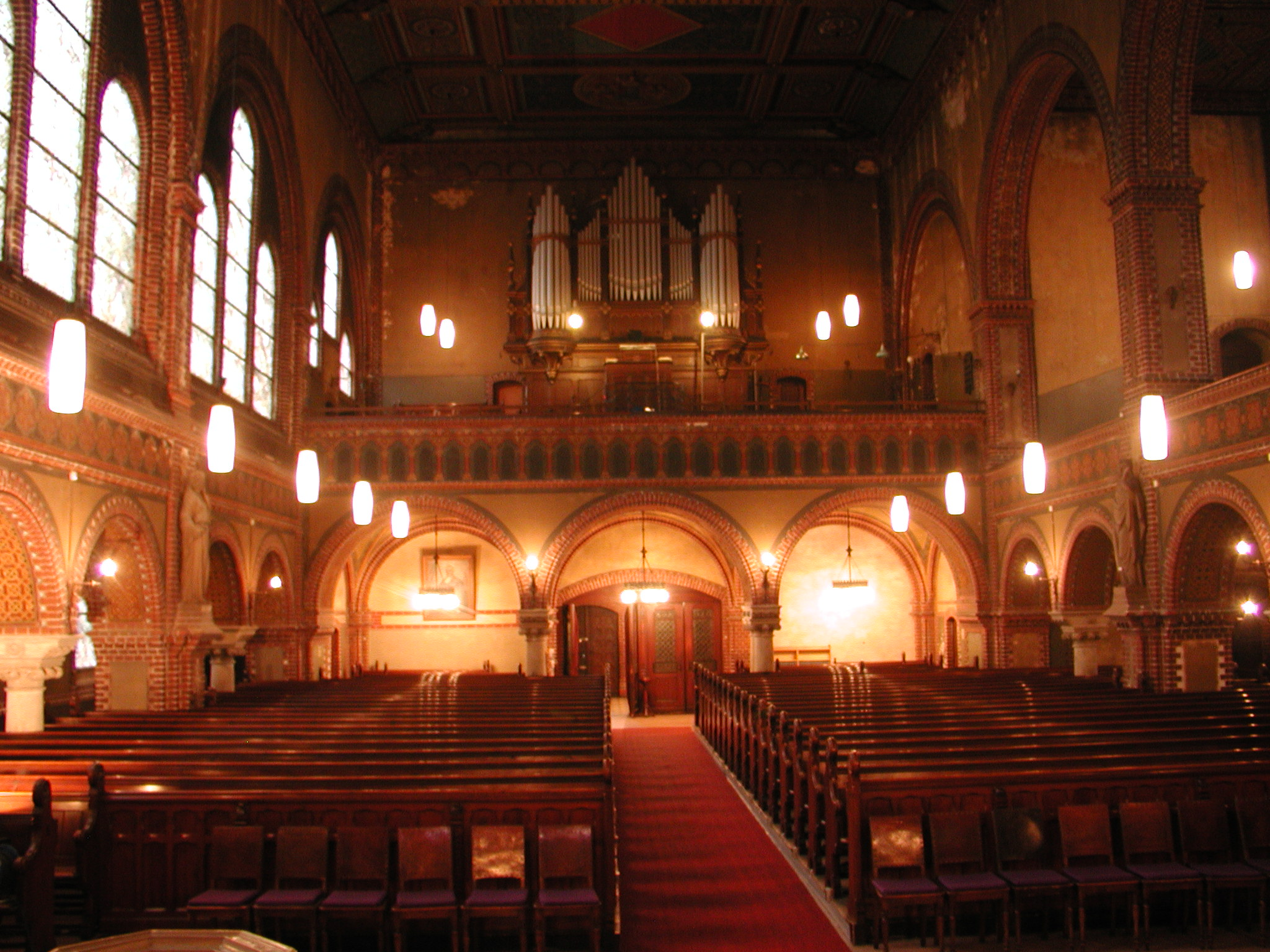
Nawa główna i organy
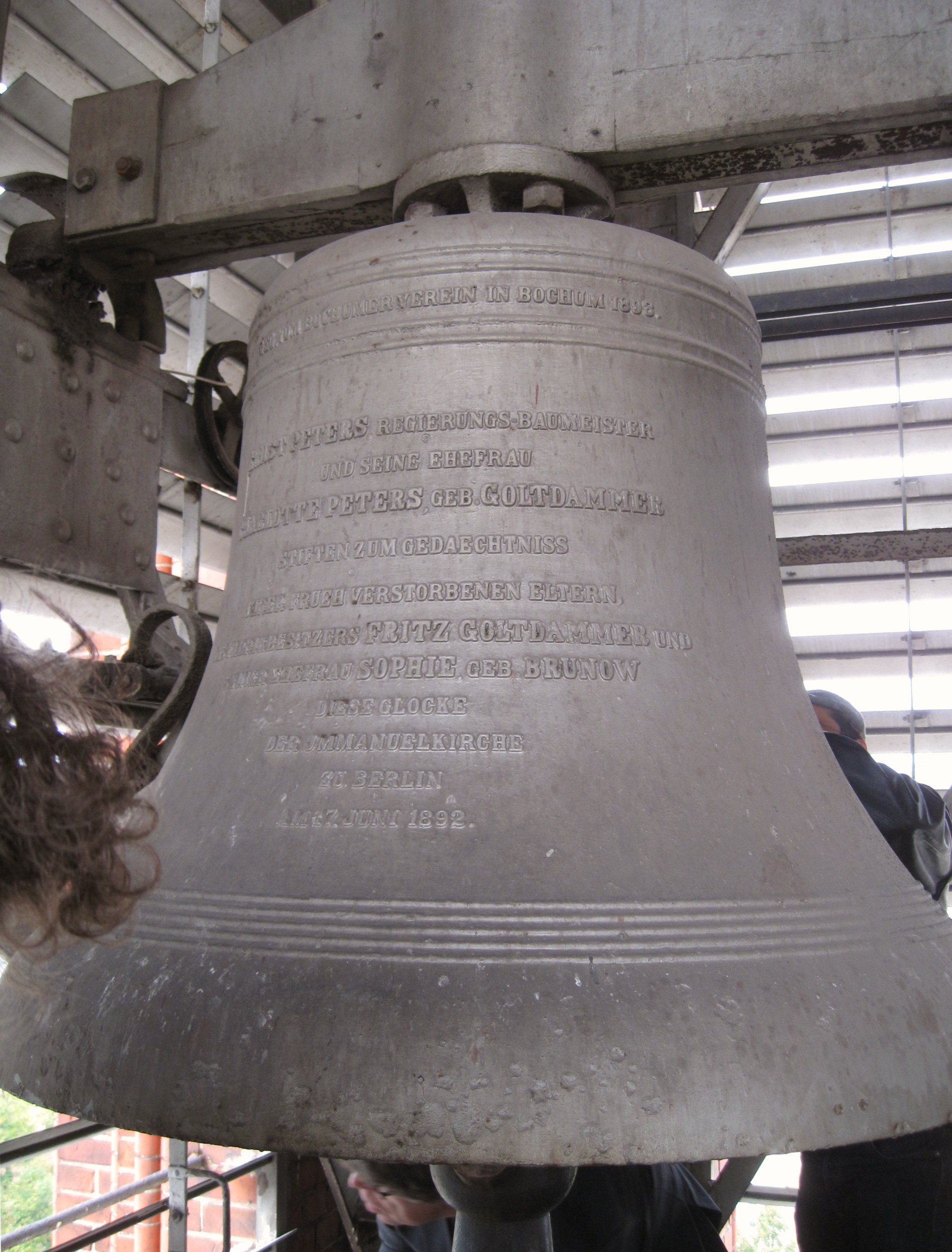
Najmniejszy dzwon kościoła